# Швачкин, Юрий Петрович
Ю́рий Петро́вич Швачкин (15 ноября 1930, Евпатория — 20 февраля 2021, Москва, Россия) — советский и российский химик. Доктор химических наук, профессор кафедры химии природных соединений химического факультета МГУ. Один из первых советских учёных, занимавшихся разработкой методов синтеза инсулина человека.

## Биография
Юрий Петрович Швачкин родился 15 ноября 1930 года в Евпатории, в 1932 году семья переехала в Москву, в 1941—1945 гг. вместе с семьей находился в эвакуации в Ташкенте. После войны семья Юрия Петровича вернулась в Москву, где он окончил школу № 504 на Таганке с золотой медалью (1947) и в том же году поступил на химический факультет. В числе одноклассников и школьных друзей Юрия Петровича — специалист в области физики лазеров, профессор, доктор физико-математических наук Олег Владимирович Богданкевич, патологоанатом, профессор, доктор медицинских наук Леонард Леонидович Капуллер, видный специалист в области электросварки, занимавший пост главного специалиста в министерстве тяжелого машиностроения СССР, кандидат технических наук Виктор Васильевич Черных, академик РАМН и РАН, министр здравоохранения РСФСР Андрей Иванович Воробьев.
В 1952 г. Ю. П. Швачкин с отличием окончил МГУ. Начиная со второго курса начал заниматься научной работой на кафедре органической химии в лаборатории химии белка под руководством Марии Моисеевны Ботвиник, а затем по её рекомендации перешел в группу Михаила Алексеевича Прокофьева. Юрий Петрович Швачкин вспоминает:
«Михаил Алексеевич Прокофьев гармонично сочетал качества научного лидера, исследователя, педагога и организатора. <…> [Михаил Алексеевич] воспитывал своих учеников и сотрудников самым сильным из всех известных методов. Этот метод называется воспитание личным примером. Этот метод у Михаила Алексеевича органично сочетался с методом воспитания доверием».
После успешной защиты дипломной работы, выполненной под руководством М. А. Прокофьева, поступил в аспирантуру химического факультета. В 1955 году защитил кандидатскую диссертацию на тему «Синтез и свойства пиримидиноимидазолонов и пиримидин-(N)-алкилкарбоновых кислот» (научный руководитель — М. А. Прокофьев) и был зачислен младшим научным сотрудником в лабораторию химии белка и нуклеопротеидов кафедры органической химии, а в 1962 году был избран по конкурсу на должность старшего научного сотрудника той же лаборатории. В 1965 году лаборатория была переведена в состав вновь образованной кафедры химии природных соединений, где в 1966 году Ю. П. Швачкин защитил докторскую диссертацию по теме «Аминокислоты пиримидинового ряда».
В 1968 году был избран по конкурсу на должность заведующего лабораторией химии белковых гормонов Института экспериментальной эндокринологии и химии гормонов (ИЭЭиХГ) АМН СССР (НМИЦ эндокринологии), где он проработал более 40 лет.
В 1970 году Ю. П. Швачкину было присвоено учёное звание профессора химического факультета по специальности «органическая химия».

## Научная деятельность
Основными направлениями исследований Юрия Петровича Швачкина являются: химия аминокислот, пептидов и белков, химия гормонов, химия нуклеоаминокислот и нуклеопротеидов.
В конце 1960-х — начале 1970-х годов на кафедре ХПС, а затем в ИЭЭиХГ под руководством Ю. П. Швачкина совместно с Г. П. Мишиным и Г. А. Коршуновой были начаты исследования по твердофазному синтезу фрагментов и структурных аналогов инсулина. Результаты этих работ были положены в основу разработки схем полного синтеза инсулина человека, впервые осуществленного в СССР Ю. П. Швачкиным и Н. А. Юдаевым с сотрудниками в Институте экспериментальной эндокринологии и химии гормонов.
В 1971 году под редакцией Ю. П. Швачкина была издана популярная среди химиков, занимающихся пептидным синтезом, книга Дж. Стюарта и Дж. Янга «Твердофазный синтез пептидов» в русском переводе.
В середине 1970-х годов Ю. П. Швачкиным на кафедре ХПС химического факультета МГУ были инициированы пионерские исследования по синтезу и изучению свойств нуклеоаминокислот и нуклеопептидов, разработан метод определения абсолютной конфигурации и количественного содержания стереоизомеров аминокислот в смесях.
Ю. П. Швачкин является признанным специалистом в области синтеза и изучения свойств гормонов белково-пептидной природы, в том числе инсулина, проинсулина, тиролиберина, люлиберина, соматостатина, гормона роста человека, гастрина.
Был научным редактором специального выпуска Журнала РХО им. Д. И. Менделеева «Проблемы и перспективы изучения гормонов». Являлся членом ученого совета Д501.001.41 по химическим наукам при МГУ (биоорганическая химия), ученого совета Д001.013.01 при ЭНЦ РАМН (экспериментальная эндокринология), членом редколлегии журнала «Известия Академии наук. Серия химическая».

## Преподавательская деятельность
До 2005 года Юрий Петрович Швачкин вёл преподавательскую деятельность для студентов кафедры химии природных соединений, с 1969 читал спецкурс «Химия аминокислот и пептидов» в рамках курса «Химия белка». Один из авторов программы курса «Химические основы биологических процессов» для студентов 4 курса химического факультета МГУ.
Под руководством Ю. П. Швачкина были защищены 32 кандидатские диссертации, с его участием были подготовлены 5 докторских диссертаций.

## Награды
Почетный знак «Изобретатель СССР» (1975)
Медаль «В память 850-летия Москвы» (1997)

## Основные работы
Ю. П. Швачкин является автором 26 авторских свидетельств и патентов и 319 научных публикаций, в том числе:
- G. A. Korshunova, G. P. Mishin, Y. A. Semiletov, N. A. Voskova, Yu. P. Shvachkin. Solid-phase synthesis of analogs of the A17-21 fragment of insulin. Chem Nat Compd, 7 (1971), 771—773.
- Ю. П. Швачкин, Г. П. Мишин, Г. А. Коршунова, «Успехи и перспективы химии нуклеоаминокислот и нуклеопептидов», Усп. хим., 51:2 (1982), 311—331.
- Г. П. Мишин, Г. А. Коршунова, Ю. П. Швачкин, «Успехи и проблемы твердофазного пептидного синтеза», Усп. хим., 43:11 (1974), 2014—2044.
- Н. А. Воскова, В. В. Романов, Н. В. Сумбатян, Г. А. Коршунова, Ю. П. Швачкин, «Метод определения абсолютной конфигурации и количественного содержания стереоизомеров аминокислот в смесях», Биоорганическая химия, 6:5 (1980), 731—736.
- Дж. Стюарт, Дж. Янг. // Твердофазный синтез пептидов / Под. ред. Ю. П. Швачкина. М.: Мир, 1971.
- Ю. П. Швачкин. «Успехи в изучении химических основ жизни». В кн. «Рассказывают ученые-химики», М. Наука, 1964 г, 216 стр.
- Е. Н. Олсуфьева, Ю. П. Швачкин. «Новые производные нуклеоаминокислот», ЖОХ, 44 (1974), 2794.
- Ю. П. Швачкин, Е. Н. Олсуфьева. «Гомо- и гетеронуклеопептиды, содержащие в боковых цепях нуклеиновые основания», ЖОХ, 45 (1975), 2351.
- В. В. Романов, Н. А. Воскова, Г. А. Коршунова, Ю. П. Швачкин. «Нуклеоаминокислоты и нуклеопептиды. Изучение конформации нуклеоаминокислот в растворах». Биоорганическая химия, 5:4 (1979), 536—545.
- Н. А. Воскова, Ю. А. Семилетов, Г. А. Коршунова, Н. В. Сумбатян, Ю. П. Швачкин. «Ступенчатый синтез в растворе стереорегулярных гомонуклеопептидов, содержащих остатки урацилил-N1-α-аланина», ЖОХ, 50 (1980), 477—478.